# Oleoresina
Le oleoresine sono costituite da resine in soluzione in oli volatili. Hanno una consistenza semi-solida o di fluido viscoso.
Diversamente dagli oli essenziali ottenuti per distillazione in corrente di vapore, le oleoresine abbondano in composti più pesanti, meno volatili e lipofili, quali resine, cere, grassi e oli grassi. 
Dal punto di vista chimico sono resine terpeniche comparativamente fluide rispetto alle normali resine vegetali, con un elevato rapporto tra terpeni volatili (oli essenziali) e non volatili. Simili ai balsami ma più fluide. Provenienti principalmente dalle Pinaceae: trementina per solventi, fragranze e resine politerpeniche, e rosina per adesivi, inchiostri, prodotti cartacei, ecc.